# الرجع البعيد (رواية)
الرجع البعيد هي رواية للروائي العراقي فؤاد التكرلي نشرت في طبعتها الأولى في بيروت سنة 1980.

## حبكة الرواية
تتناول الرواية حقبة مهمة ودموية من تاريخ العراق السياسي تُوّجت بانقلاب 8 شباط العسكري. بطلا الرواية هما الأخوان مدحت وعبد الكريم («كريم»). ينجذب الاثنان نحو ابنة عمتهما المدرّسة الشابة منيرة، كل منهما حسب طريقته الخاصة، ويفشلان كلاهما في إنقاذها حين اغتُصبت في مدينة بعقوبة الريفية من ابن اختها عدنان الذي ينتمي إلى الحرس القومي. التجأت منيرة عقب اغتصابها إلى بيت خالها (أبي مدحت) في بغداد. وبالإضافة إلى الجرح الذي تعاني منه، فان فقدانها لعذريتها قبل الزواج وضعها في موضع صعب جدا، من الناحيتين النفسية والاجتماعية. لذلك قررت ان تبقي ذلك سرًا وتستمر في حياتها في عزلة فرضتها على نفسها. لكن هذا القرار تثبت استحالة تحققه في مقر إقامتها المؤقتة؛ اإذ انتهت إلى جذب الاخوين الاثنين مما أدى في النهاية إلى ان يتقدم مدحت للزواج منها.
يهز مدحت اكتشافه في ليلة زفافه أن حبيبته وعروسه «منيرة» ليست عذراء، فيقرر ان يهجر منزله.
تركز الفصول الأخيرة من الرواية على الصراع الداخلي المضني في عقل مدحت لإدراك معنى الذي حدث له كي يعرف ما الذي عليه فعله فيما بعد. وحين يقرر في النهاية ـ وسط الأحداث الدموية ـ أن يعود إلى منيرة لأنه يدرك أن حبه لها أهم من أي شيء آخر، يُقتل في حي الأكراد برصاصة طائشة لا يعرف أحد مصدرها إن كانت من الانقلابيين أم المدافعين الشيوعيين عن قاسم. تنتهي الرواية بأن يعثر عدنان الحرس القومي على جثة مدحت فيأخذه إلى بيته.

## نشر الرواية
بدأ التكرلي كتابة الرواية عندما كان في باريس عام 1966، وأتمها عام 1977، ولم تنشر إلا في عام 1980 في بيروت لاستحالة نشرها في بغداد لانتقادها الحرس القومي وحزب البعث، الذي كان على رأس السلطة في العراق آنذاك.
يقول التكرلي عن هذه الرواية:
| الرجع البعيد (رواية) | عندما أتوصّل إلى الشكل، أبدأ الكتابة فوراً. فكرة "الرجع البعيد" (1980) جاءتني عام 1963 وبقيت أفكر حتى عام 1969 في كيفية إخراجها فنياً. أنا نادم على الوقت الطويل الذي استغرقته في كتابتها. كان يُمكن اختصار الوقت لو بذلت جهداً أكبر. | الرجع البعيد (رواية) |

## ترجمة الرواية
قامت بترجمة الرواية إلى الفرنسية الكاتبة التونسية رشيدة التركي (زوجة التكرلي فيما بعد)، كما ترجمتها إلى الإنجليزية كاثرين كوبهام تحت عنوان The Long Way Back.